# Geothermiekraftwerk Insheim
Das Geothermiekraftwerk Insheim ist ein Geothermiekraftwerk im südpfälzischen Ort Insheim. Die Anlage wird seit 2022 von der Natürlich Insheim GmbH betrieben. Die Anlage wandelt thermische Energie aus dem Tiefenwasser in elektrischen Strom um.

## Standort
Die Bedingungen in Insheim sind durch die geologische Situation im Oberrheingraben, mit mehr als 160 Grad Celsius Wassertemperaturen in etwa 4000 Metern Tiefe, für die Förderung von Erdwärme besonders vorteilhaft.
Untersuchungen und Analysen im Vorfeld führten zur Auswahl des Standortes zwischen der Ortslage Insheim und der Autobahn A 65. Von 2008 bis 2012 wurden zwei Bohrungen abgeteuft und die komplette Kraftwerkinstallation vorgenommen.

## Kraftwerksbetrieb
Die Erzeugung des Stroms erfolgt dabei durch eine ORC-Anlage, die die Energie mithilfe des Trägermediums Isopentan auf eine Turbine überträgt.
Das bei der Geothermieanlage in Insheim eingesetzte Verfahren nutzt die Wärme aus dem Thermalwasser, das über Tiefbohrungen gefördert und über Reinjektionsbohrungen abgekühlt ins Erdreich zurückgeführt wird. Aufgrund zu geringer Fündigkeit wurde zur Verbesserung der hydraulischen Eigenschaften ein Seitenarm (Sidetrack) gebohrt, die ursprüngliche Bohrung jedoch nicht verfüllt, so dass nun für die Reinjektion eine Bohrung mit zwei Armen zur Verfügung steht. Mit einer solchen Ablenkbohrung kann sich das Wasser im Untergrund schneller und großräumiger verteilen. Dadurch ist beim Betrieb ein geringerer Druck nötig. Um die Anlage kommt es zu regelmäßigen Erdbeben, bis zum 19. Juni 2020 wurden 154 Beben unmittelbar unter Insheim registriert, die maximale Magnitude war 2,4. Im Umfeld der Anlage gibt es mehr Erdbeben die nicht immer direkt unter Insheim liegen, aber durch den Betrieb des Kraftwerks verursacht werden. So wurde am 20. Mai 2020 ein Erdbeben der Magnitude von ca. 2,2 registriert.

## Projektverlauf
Die folgende Tabelle stellt die Historie des Projektes dar:
| Zeitraum                                     | Projektschritt                                                                  |
| -------------------------------------------- | ------------------------------------------------------------------------------- |
| Ab Februar 2007                              | Planung und Vorbereitung                                                        |
| Ab November 2007                             | Beginn der Bohrplatzarbeiten                                                    |
| Juni 2008 bis September 2008                 | Durchführung der ersten Tiefbohrung                                             |
| Januar 2009 bis April 2009                   | Durchführung der zweiten Tiefbohrung                                            |
| April und November 2009, März bis April 2010 | Zirkulationstests, Prüfung der Fließraten und der Temperatur des Thermalwassers |
| 9. April 2010 10:52:22 Uhr                   | Das stärkste in Insheim registrierte Erdbeben mit einer Magnitude von 2,4.      |
| August 2010 bis Oktober 2010                 | Bohrung eines weiteren Seitenarms                                               |
| Ab Oktober 2010                              | Vorbereitungen der Bauarbeiten, Baugenehmigungen, Planung des Kraftwerks        |
| September 2011 bis Oktober 2012              | Bau des Übertrageteils                                                          |
| Oktober 2012                                 | Erst-Inbetriebnahme des Kraftwerks                                              |
| November 2012                                | Start des Kraftwerksbetriebes                                                   |
| Februar 2013                                 | Betriebsunterbrechung nach Pumpenschaden                                        |
| Mai 2013                                     | Wiederinbetriebnahme                                                            |

## Kennzahlen des Geothermiekraftwerks
Kennzahlen der Anlage:
- Thermalwassertemperatur: 160–165 °C,
- Fördermenge: 50–80 l/s,
- Maximale elektrische Leistung: 4,8 MW
- Optionale maximale thermische Leistung: ca. 6–10 MW

Das Kraftwerk mit einer mittleren elektrischen Leistung von rund 4,3 Megawatt ist beim Erreichen der Auslegungsleistung fähig, bei etwa 8.000 Betriebsstunden im Jahr ca. 33.000 Megawattstunden elektrische Energie zu erzeugen. Rechnerisch können damit rund 8.000 Haushalte mit Strom versorgt werden. Die Restwärme reicht aus, um zusätzlich ca. 600 bis 800 Haushalte mit Wärme zu versorgen.
Der Aufbau eines Nahwärmenetzes in Insheim wird derzeit geprüft.

## Sonstiges
Die Anlage unterliegt überwiegend dem Bergrecht. Bergaufsicht hat das Rheinland-Pfälzische Landesamt für Geologie und Bergbau, Mainz.
Im Februar 2013 ereignete sich wenige Tage nach der Betriebsunterbrechung ein Erdbeben der Magnitude 2,0.
Am 19. Dezember 2015 führte ein Störfall mit Austritt von bis zu 600 Litern Isopentan zu einer Betriebsunterbrechung.
Im Nachbarort Landau befindet sich das Geothermiekraftwerk Landau, in dessen Umgebung es zu mehreren Vorfällen wie Erdbeben und Rissen im Boden kam.
An einer Pilotanlage gewinnt das Unternehmen Vulcan Energie Lithium aus im Thermalwasser gelöstem Lithiumchlorid. Im Jahr 2021 lag die Menge lediglich bei einigen Kilogramm, jedoch sind weitere Ausbaustufen mit größerer Kapazität geplant.